# Nachal Chanita
Nachal Chanita (hebrejsky: נחל חניתה, arabsky: Vádí Kata'ja) je vádí v Horní Galileji, v severním Izraeli a v Libanonu.
Začíná v nadmořské výšce přes 300 metrů v Libanonu, nedaleko od hranice s Izraelem, u severovýchodního okraje vesnice Chanita. Směřuje pak rychle se zahlubujícím údolím k západu, přičemž zpočátku tvoří zhruba hranici mezi Izraelem a Libanonem. Pak vstupuje zcela na izraelské území. Na severní straně se zvedá strmý hřbet Reches ha-Sulam, na straně jižní začíná izraelská pobřežní planina, v níž vádí ze severu teče okolo města Šlomi. Pak pokračuje zemědělsky využívanou krajinou, z jihu míjí vesnici Kfar Roš ha-Nikra a ústí zprava do vádí Nachal Becet, jen pár set metrů od jeho ústí do Středozemního moře.